# Lamprospora campylopodis
Lamprospora campylopodis är en svampart som beskrevs av Buckn. 1924. Lamprospora campylopodis ingår i släktet Lamprospora och familjen Pyronemataceae.   Inga underarter finns listade i Catalogue of Life.